# 志染町志染中
志染町志染中（しじみちょうしじみなか）は、兵庫県三木市にある大字。旧・美嚢郡志染村大字志染中。郵便番号は673-0511。

## 地理

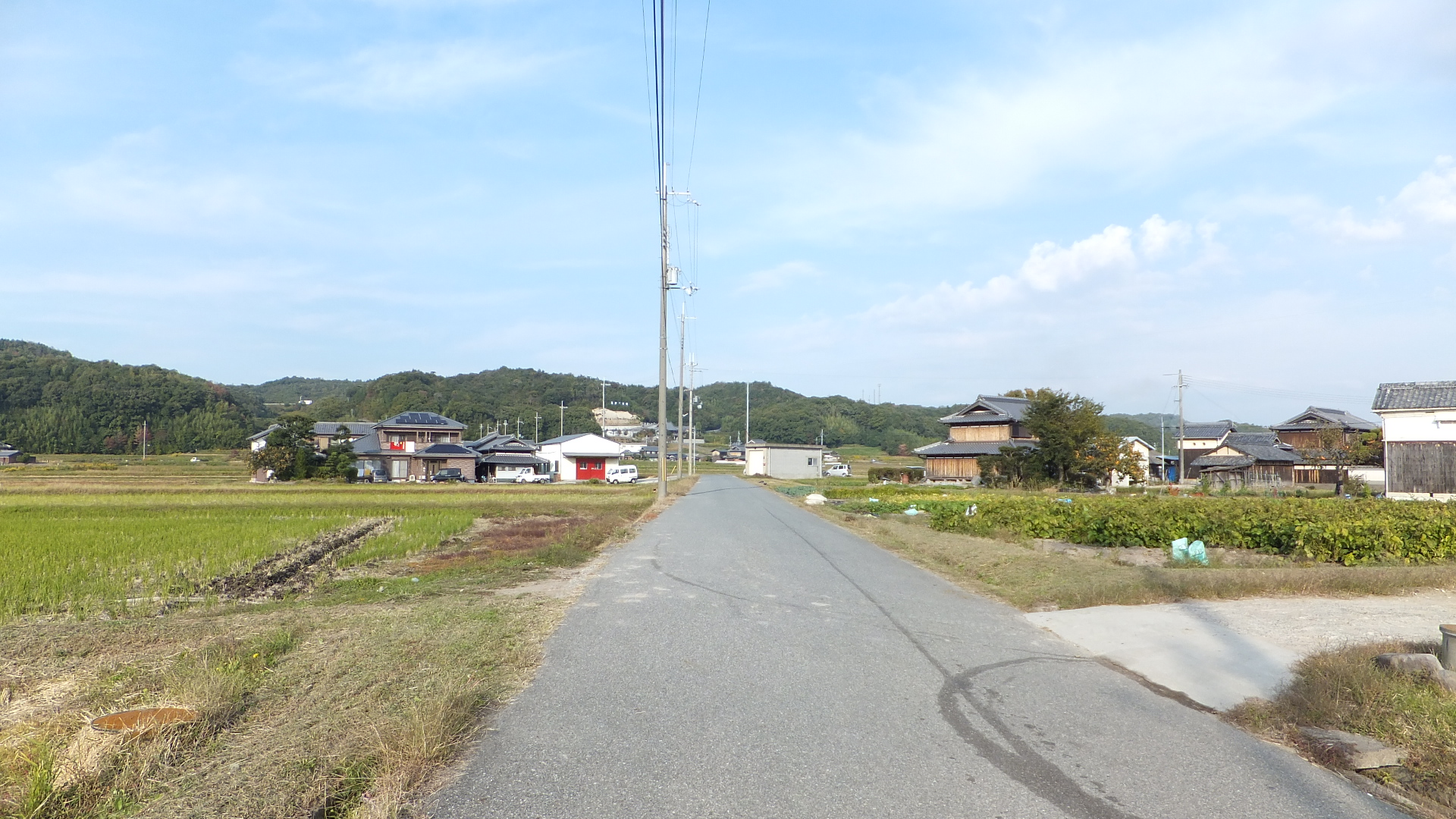
志染町志染中の街並み

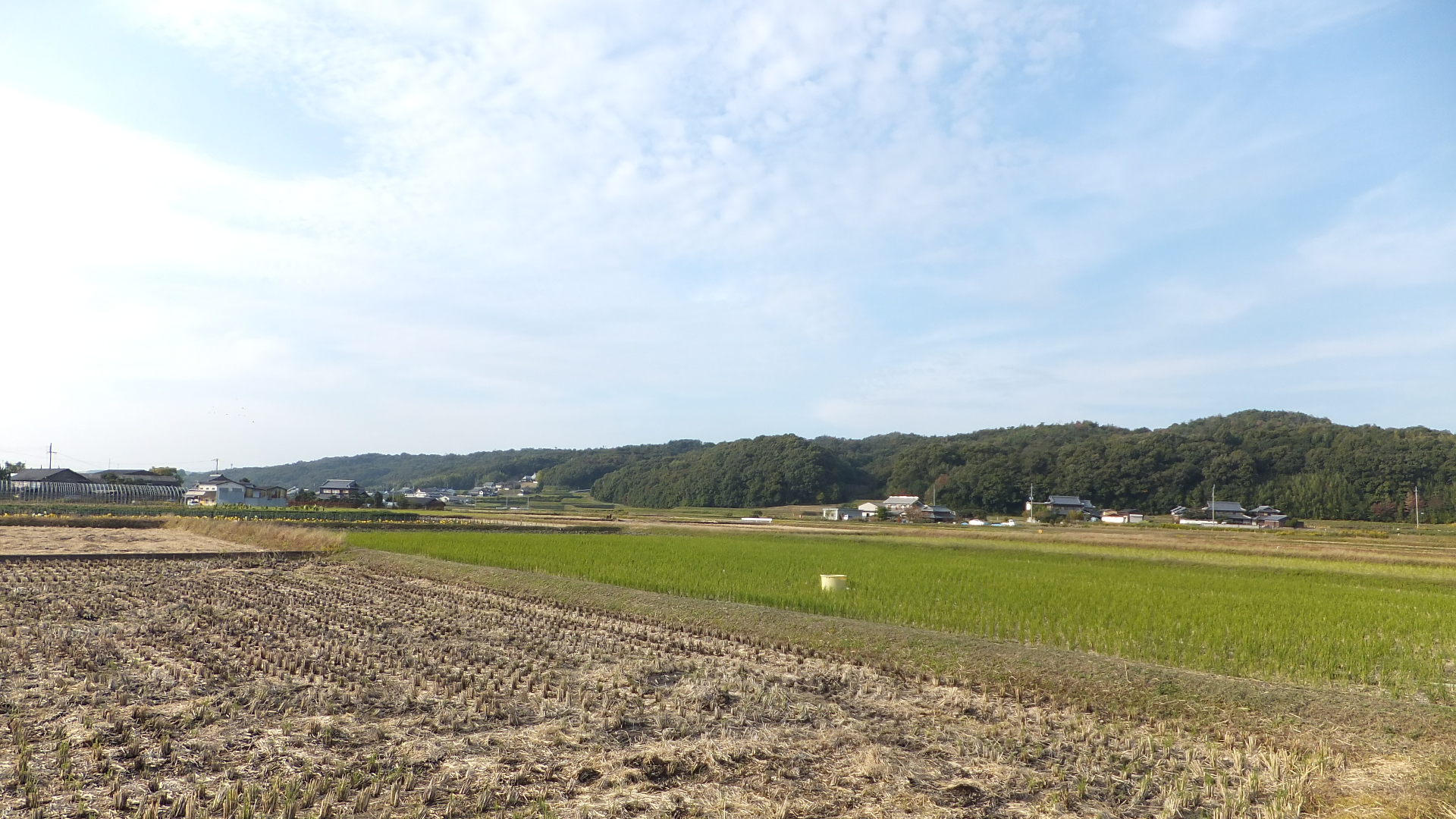
志染町志染中にある農業地帯

志染地区の北西部、志染川の中流右岸、志染谷の中央部に位置する。古くは今の志染地区の中心地であり、公共施設が立地していた。現在は地内の南側に東西に旧・兵庫県道38号三木三田線があり、その沿道に住宅地と農地が混在し、北側は山地でその谷間に大小多数のため池が点在する。東側は志染町井上、西側と南側は志染町安福田、北側は細川町細川中・細川町垂穂と接する。

### 河川
- 志染川[5]

## 歴史
本来の地名は、古い時代の集落の重要な場所という意味の「中村」であったが、「志染中村」と称され、慶長国絵図では「志々ミノ中村」と記されている。

### 成立から町村制施行まで
- 1617年（元和3年）- 姫路藩領であった領地が明石藩の領地になる[6]。
- 1730年（享保15年）- 1742年（寛保2年）まで大阪城代土岐氏領になる[6]。
- 1842年（天保13年）- 再び明石藩領になる[6]。

### 町村制施行以降
- 1889年（明治22年） - 町村制施行により、中村から美嚢郡志染村大字志染中になる[4]。
- 1954年（昭和29年）7月1日 - 三木市編入に伴い、三木市志染町志染中になる[7]。

### 字域の変遷
| 実施前                 | 実施年       | 実施後             |
| ---------------------- | ------------ | ------------------ |
| 美嚢郡志染村大字志染中 | 1954年7月1日 | 三木市志染町志染中 |

## 世帯数と人口
2022年（令和4年）2月28日現在の世帯数と人口は以下の通りである。
| 町丁         | 世帯数 | 人口  |
| ------------ | ------ | ----- |
| 志染町志染中 | 53世帯 | 126人 |

## 小・中学校の学区
市立小・中学校に通う場合、学区は以下の通りとなる。
| 番地 | 小学校             | 中学校               |
| ---- | ------------------ | -------------------- |
| 全域 | 三木市立志染小学校 | 三木市立緑が丘中学校 |

## 施設
- JA兵庫みらい志染[5]
- 薬師寺 - 行基の開創と伝えられ、天平時代に創建される。三木合戦の時に兵火により焼失したが、慶長時代に明石藩主の松平信之の協力によって廊量蓮樹が再建された[4][5][6]。

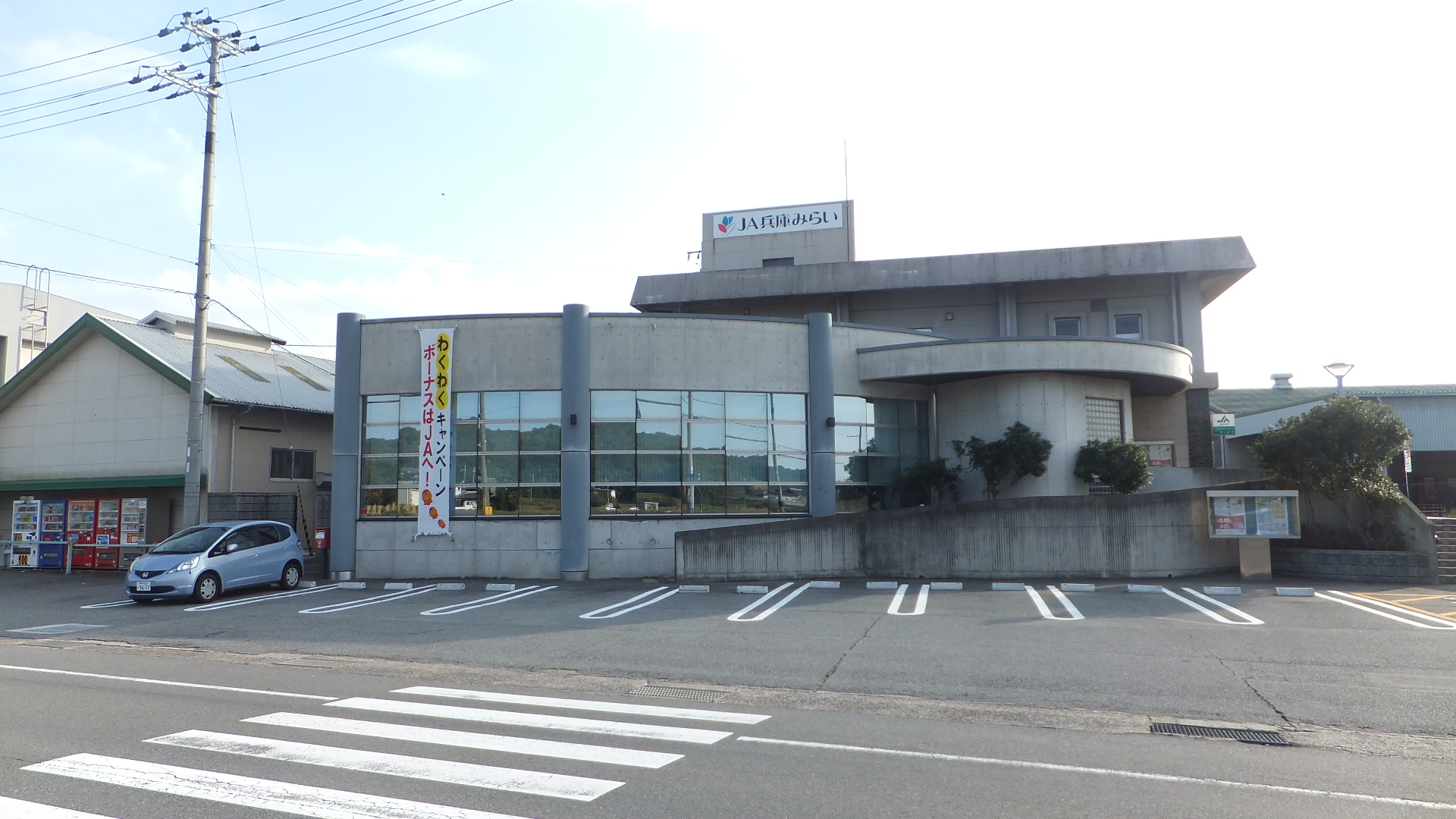
JA兵庫みらい志染

## 交通

### 鉄道
地内には鉄道は走っていない。

### バス
- 神姫バス
  - 西脇急行線
- みっきぃバス

### 道路
- 山陽自動車道（通過のみ）
- 旧・兵庫県道38号三木三田線

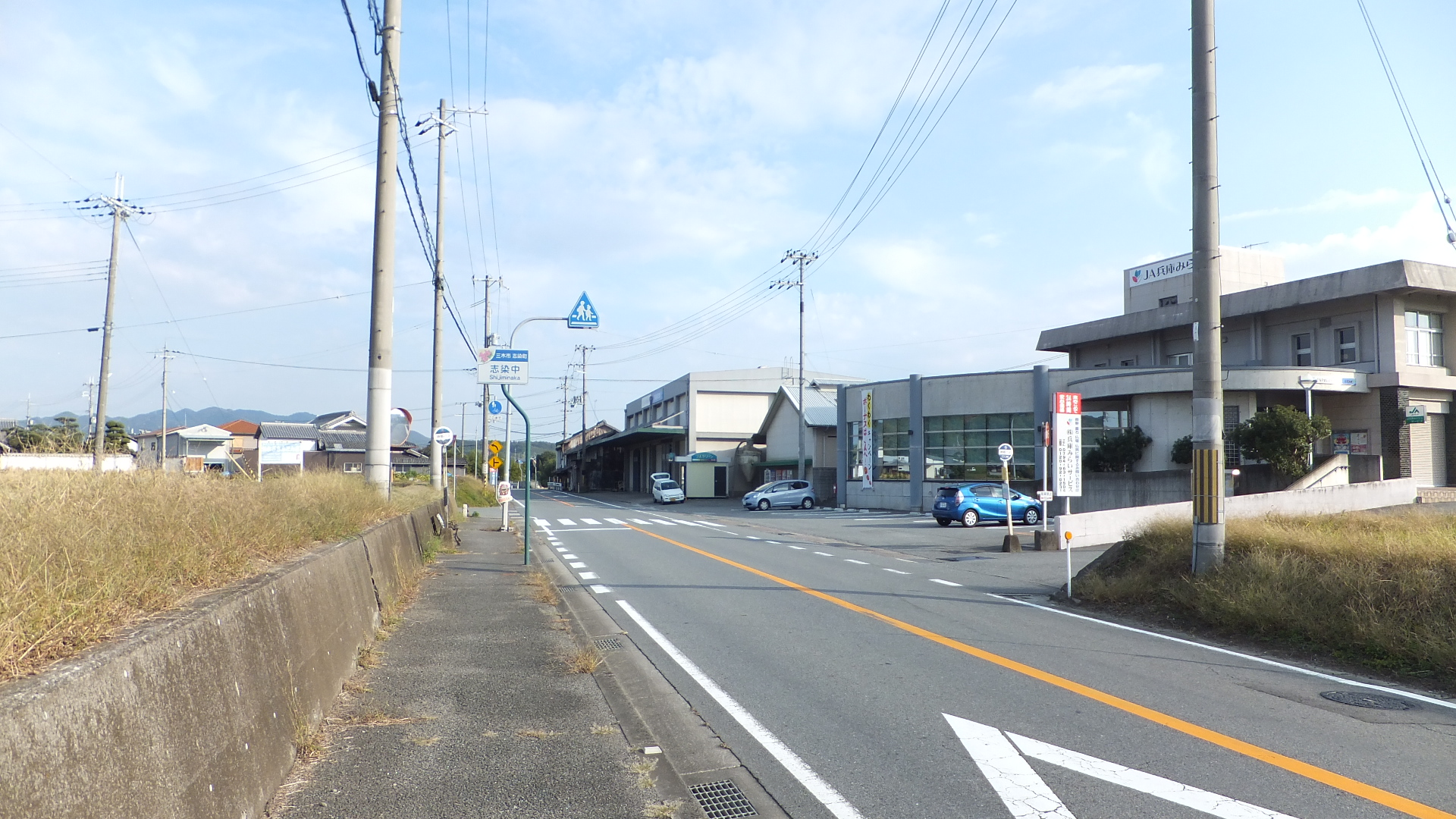
兵庫県道38号三木三田線